# Paratrichogramma cinderella
Paratrichogramma cinderella är en stekelart som beskrevs av Girault 1912. Paratrichogramma cinderella ingår i släktet Paratrichogramma och familjen hårstrimsteklar. Inga underarter finns listade i Catalogue of Life.